# Christine Gambert
Christine Gambert (* 1955 in Saint-Avold) ist eine französische Kletterin. Sie kletterte als erste Europäerin im Schwierigkeitsgrad 7c+ (Chimpanzodrome im Klettergebiet Le Saussois) und wiederholte als erste Frau eine Route der Schwierigkeit 8a (Rêve de papillon im Klettergebiet Buoux).

## Leben
Christine Gambert stammt aus der Kleinstadt Saint Avold im Département Moselle, das in der historischen Region Lothringen liegt. Nach dem Studium in Nancy arbeitete sie als Sportlehrerin (professeur d’éducation physique et sportive); ab 1977 im Département Moselle und ab 1982 in Colmar im Elsass. 1985 unterbrach sie den Schuldienst für drei Monate, um in Australien klettern zu gehen. Ab 1986, nach ihrer Rückkehr in den Schuldienst, arbeitete sie in Mülhausen am Collège St Exupéry und danach für lange Zeit am Collège von Saint-Amarin. Sie beendete ihre aktive Zeit im Schuldienst am Lycée Louis Armand in Mühlhausen. Sie ist seit 1979 verheiratet und hat zwei Töchter. Ihr Ehemann kletterte etwa im selben Schwierigkeitsniveau wie sie.
Im Auftrag des französischen Ministeriums für nationale Bildung, Jugend und Sport (Ministère de l’Éducation nationale, de la Jeunesse et des Sports) organisierte Gambert im Rahmen einer Halbtagsstelle ab 1986 erst Ausbildungslehrgänge für Kletterlehrer, um diese zu befähigen, Einführungslehrgänge abzuhalten. In einer zweiten Phase trainierte sie auch junge, vielversprechende Klettertalente. Die Kurse fanden in der Sporthalle des Lycée Camille Sée in Colmar statt, wobei sie das Ausbildungsziel auf die Bewegungsabläufe konzentrierte sowie auf die Beweglichkeit und die mentale Stärke ihrer Schüler. Sie strebte bei ihnen eine allgemeine körperliche Fitness an sowie eine ausgewogene Muskulatur.

## Kletterkarriere

### Anfänge
Christine Gambert wurde ab 1978 durch ihren damaligen Freund und späteren Ehemann zum Klettern gebracht. Sie lebten in Metz und kletterten toprope oder ohne Sicherung an niedrigen Felsen in Montois-la-Montagne. An den Wochenenden fuhren sie in die Klettergebiete in Luxemburg wie Berdorf oder in Belgien wie Freÿr und Hotton. Weitere Reisen führten sie nach Südfrankreich in die Calanques. Die Urlaube verbrachten sie in Chamonix oder im Massiv des Écrins (La Bérarde).
Wegen des häufig schlechten Wetters in der Westalpen sind sie einmal als Plan B nach Südfrankreich in das Klettergebiet Dentelles de Montmirail gefahren. Hier haben beide ihre Liebe zum Sportklettern entdeckt. 1982 verbrachten beide einen zwei Wochen langen Kletterurlaub in Großbritannien. Dabei lernten sie die englische Kletterethik des kompromisslosen Selbstabsichern der Routen mit mobilen Sicherungsmitteln kennen, was ihre Einstellung zum Begehungsstil von Kletterrouten nachhaltig prägte. In der Folgezeit, nach dem Umzug nach Colmar, war Gambert fast täglich im Colmarer Klettergebiet Gueberschwihr unterwegs, beziehungsweise, wenn sie etwas Zeit hatte, in den nahegelegenen Klettergebieten des Elsasses, der Pfalz und des Basler Juras.

### Aufstieg zur Weltspitze
1983 nahm Gambert an zwei internationalen Klettertreffen teil. Das Erste wurde von der FFME (Fédération française de la montagne et de l’escalade) in Frankreich organisiert. Hierbei lernte sie Spitzenkletterer wie Wolfgang Güllich und Kurt Albert kennen, oder Beat und Conny Kammerlander und die Australier Kim Carrigan und Louise Shepherd. Diese Kontakte hatten einen großen Einfluss auf ihre weitere Entwicklung. Das zweite Treffen war ein Frauenmeeting, organisiert von dem BMC (British Mountaineering Council). Im Rahmen dieses Treffens war sie eine der wenigen Frauen die in den Klettergebieten von Wales bereits viele Routen frei kletterte. Hier zeigte sich schon ihre Ausnahmestellung als Kletterin, da zu dieser Zeit andere bekannte Frauen der Kletterszene, wie zum Beispiel Catherine Destivelle, noch immer künstliche Hilfsmittel zur Fortbewegung verwendeten.
Ab Sommer 1983 verbrachte Gambert und ihr Mann viel Zeit im Klettergebiet Frankenjura, wo sie mit Hilfe der Gruppe um Wolfgang Güllich die Felsen entdeckten. Gambert erinnert sich: „Alles gefiel uns: die Vielfalt der Routen, die Abgeschiedenheit der Felsen, die Güte der Sicherungen und die Atmosphäre „Baba Cool“..... Wir stellten den VW einfach an schöne Orte in die Natur, die Pizzen waren nicht teuer und die Brote und Kuchen unverschämt lecker! “ Wie in dieser Gruppe damals üblich, beging alle ihre schweren Routen im Rotkreis Begehungsstil, wobei der finale Durchstieg vom Boden aus in einem Zug durchgeführt wurde.
Gamberts Training bestand anfangs hauptsächlich aus Klettern. Erst als sie das Campusboard entdeckte, begann sie mit spezifischem Klettertraining.
Im Sommer 1984 verletzte sich Gambert schwer. Weil die französische Schulbehörde ihr eine halbjährige Beurlaubung für einen längeren Klettertrip abgelehnt hatte, war sie frustriert und unkonzentriert in eine schwere Route eingestiegen und gestürzt. Die Verletzung war so schwer, dass sie erst ein Jahr später den verletzten Fuß wieder voll belasten konnte. Ihr intensives Reha-Training führte bei ihr zu einem signifikanten Kraftzuwachs, bei dem sie 9 kg Muskelmasse zunahm. In Folge gelangen ihr im Sommer 1985 Routen der Schwierigkeit 7c wie Chassin the train oder Magnet und viele Onsight-Begehungen im Bereich 7a.
Christine Gambert änderte ihren Begehungsstil erst als sie die erste Wiederholung einer Route im Schwierigkeitsgrad 7c+ projektierte. In Le Saussois übte sie 1985 für die Begehung der Route Chimpanzodrome zum ersten Mal einen Tag lang einzelne Kletterstellen im Toprope. Schon am nächsten Wochenende kletterte sie die Route frei. Das war die erste Begehung einer Route dieser Schwierigkeit durch eine Europäerin. Damit war sie endgültig in der Weltspitze angekommen.
Im Jahr 1986 verbrachten sie und ihr Mann drei Monate in Australien, wo sie bei Kim Carrigan und Louise Shepherd wohnten. Von den hoch gelobten australischen Klettereien waren sie jedoch enttäuscht, was vielleicht auch an ihren überzogenen Vorstellungen lag. „Es gibt wenig gute Routen dort“, sagte sie, „ein paar schöne Wände, das wars auch schon“. Ihr gelangen während des Urlaubs Routen bis 7c+ (zum Beispiel India).
Ihre erste 8a kletterte sie 1987 im Klettergebiet Buoux, und zwar die Route Rêve de papillon. Dies war die erste Wiederholung einer Route dieser Schwierigkeit durch eine Frau. Diese Leistung ist umso höher einzuschätzen, als sie die Route nicht im Toprope einstudiert hatte, sondern „Rotkreis“ projektierte und letztendlich vom Boden aus, ohne zu rasten durchstieg. Im selben Jahr kletterte auch Lynn Hill noch Rêve de Papillon. Luisa Iovane gelang ein Jahr zuvor im Val San Nicolo mit Come Back als erster Frau die Erstbegehung einer bis heute nicht wiederholten Route des vorgeschlagenen Schwierigkeitsgrads 8a.
Christine Gambert kletterte später noch weitere Routen der Schwierigkeit 8a+ wie Monster crack in Chuenisberg bei Nenzlingen im Basler Jura oder Teddy's Wampe, Slimline und Spiderman im Frankenjura. Sie hat jedoch schon bald aufgehört leistungssportmäßig zu klettern, das heißt sie kletterte nur noch zum Spaß. Ihrer Meinung nach vergisst der Körper nie die Kletterbewegungen, auch wenn die Kraft nachlässt. Sie kletterte mit Anfang 60 noch immer im Bereich 7b/7c.

### Wettkampfklettern
Gambert hat einen Wettkampf bestritten. Damals gab es nur einen, den in Bardonecchia. In Bardonecchia erreichte sie den vierten Platz hinter Isabelle Patissier und Catherine Destivelle, unter anderem wegen einer schlechteren Ästhetiknote, die subjektiv von Kampfrichtern vergeben wurde. Ihren zweiten Wettkampf in Arco musste sie abbrechen. Aus beruflichen und persönlichen Gründen konnte sie an weiteren Wettkämpfen nicht teilnehmen. Das Auswahlverfahren, mit dem sich in Frankreich Kletterinnen für Wettbewerbe qualifizieren mussten, oder um von Staat finanzielle Förderung zu bekommen, waren neben ihrer Berufstätigkeit zu zeitaufwendig.